# ビビる大木のSPORTS☆STAR!!
Monday SPORTS Entertainment ビビる大木のSPORTS☆STAR!!（マンデースポーツエンターテイメント ビビるおおきのスポーツスター）は、TBSラジオで放送されていたラジオ番組。2007年4月2日から2008年3月24日まで1年間放送された。

## 概要
スポーツに特化した番組で、野球やサッカー、世界陸上などに出場するスポーツ選手の素顔に迫る。番組のコンセプトは「知らないうちにぐんぐんスポーツが楽しくなる!」。
オープニングの大木の挨拶は、もちろん「こんばんみ」である。
レギュラー放送終了後の2008年7月6日、「北京オリンピック金メダルへの道スペシャル!」と題する2時間の特別番組を放送した。

## 出演者
- ビビる大木 （お笑いタレント）
- 生島淳 （スポーツジャーナリスト）

## 放送時間
- 毎週月曜日 18:15 - 20:00（2007年10月1日 - 放送終了）
- 毎週月曜日 18:30 - 20:00（放送開始 - 2007年9月24日）

## 主なコーナー
- スター魂! - さまざまなスポーツの現役選手、元選手をスタジオに招いた。
- スター魂クラシック - 元スポーツ選手の第2の人生にスポットを当てたコーナー。
- 天声淳語。 - 生島がスポーツを題材とした映画や書籍について語るコーナー。